# Most, Mokronog - Trebelno
Most je naselje v Občini Mokronog - Trebelno.